# Педро Реболледо
Педро Реболледо (ісп. Pedro Rebolledo; нар. 17 грудня 1960) — колишній чилійський тенісист.
Найвищу одиночну позицію світового рейтингу — 36 місце досяг 1 лютого 1982, парну — 162 місце — 2 січня 1984 року.
Здобув 3 одиночні та 1 парний титул.
Найвищим досягненням на турнірах Великого шолома було 3 коло в парному розряді.
Завершив кар'єру 1992 року.

## Фінали за кар'єру

### Одиночний розряд (3–2)
| Результат | W/L | Дата     | Турнір                   | Покриття | Суперник             | Рахунок       |
| --------- | --- | -------- | ------------------------ | -------- | -------------------- | ------------- |
| Поразка   | 0–1 | Вер 1981 | Палермо, Італія          | Ґрунт    | Мануель Орантес      | 4–6, 0–6, 0–6 |
| Перемога  | 1–1 | Січ 1982 | Вінья-дель-Мар, Чилі     | Ґрунт    | Рауль Рамірес        | 6–4, 3–6, 7–6 |
| Перемога  | 2–1 | Лис 1983 | Салвадор, Баїя, Бразилія | Тверде   | Жуліо Гоес           | 6–3, 6–3      |
| Поразка   | 2–2 | Кві 1984 | Барі, Італія             | Ґрунт    | Генрік Сундстрем     | 5–7, 4–6      |
| Перемога  | 3–2 | Сер 1987 | Сен-Венсан, Італія       | Ґрунт    | Франческо Канчелотті | 7–6, 4–6, 6–3 |

### Парний розряд (1 перемога)
| Результат | W/L | Дата     | Турнір        | Покриття | Партнер      | Суперники            | Рахунок  |
| --------- | --- | -------- | ------------- | -------- | ------------ | -------------------- | -------- |
| Перемога  | 1–0 | Лис 1982 | Кіто, Еквадор | Ґрунт    | Хайме Фійоль | Еган Адамс Рокі Роєр | 6–2, 6–3 |